# Olan Soule
Olan Soule (né le 28 février 1909 à La Harpe, dans le comté de Hancock en Illinois et mort le 1er février 1994  à Corona en Californie) est un acteur de genre américain ayant participé à des dizaines de films, feuilletons radio, séries télévisées, publicités, etc. Il est notamment connu pour avoir été la voix de Batman dans les dessins animés entre 1968 et 1984.

## Biographie
Né en Illinois, Olan Soule commence sa carrière 1926 à la radio et poursuivra pendant onze ans le feuilleton Bachelor's Children (en).
Il a ensuite participé à des milliers d'émissions de radio, des centaines de séries télé et plus de soixante films.
Il meurt à 84 ans à Corona en Californie, d'un cancer du poumon.

### À la radio
À la radio, Olan Soule est surtout associé à deux séries : Bachelor's Children et The First Nighter Program (en) auxquelles il participa respectivement durant onze et neuf ans. On peut aussi citer Captain Midnight (en) et Alien World (en).

### Au cinéma et à la télévision
En 1947, il déménage à Hollywood et commence une carrière au cinéma et à la télévision. On peut notamment le voir dans les séries I Love Lucy, Perry Mason et The Andy Griffith Show. Il fait aussi de nombreuses apparitions dans la série Badge 714 (Dragnet).

### Batman
Soule a été la voix de Batman dans de nombreuses adaptations radio du comics à partir de The Batman/Superman Hour (en) en 1968.

## Filmographie
- 1949 : The Lady Takes a Sailor de Michael Curtiz
- 1952 : Le Vol du secret de l'atome (The Atomic City) de Jerry Hopper
- 1957 : La Cage aux hommes (House of Numbers) de Russell Rouse
- 1959 : " La Mort aux trousses" ( "North by Northwest") d'Alfred Hitchcock
- 1960 Au nom de la loi (TV) : saison 3 épisode 8 (Vers la victoire/ To the victory) : Simon Denton
- 1961 : Au nom de la loi (TV)  : 
  - saison 3 épisode 21 (El Gato) : Archie Warner
  - saison 3 épisode 24 (La Japonaise/ The long search)
- 1970 : Le Virginien (TV) saison 9 épisode 09 (The price of the hanging) : Conrad
- 1974: "La tour infernale" ( "The towering inferno") de John Guillermin
- 1975 : La Légende de Lizzie Borden (The Legend of Lizzie Borden) (TV)